# Републикански път III-2102
Републикански път IIІ-2102 е третокласен път, част от Републиканската пътна мрежа на България, преминаващ по територията на Русенска и Разградска област. Дължината му е 30,9 km.
Пътят се отклонява надясно при 16,9 km на Републикански път II-21 в южната част на град Сливо поле и се насочва на югоизток през Бръшлянската низина. Преминава през село Борисово, а след разклона за село Стамболово завива на изток, напуска низината и се изкачва в западната част на Лудогорското плато. Тук минава през село Черешаво, навлиза в Разградска област, преминава през селата Юпер, Божурово и Бисерци и южно от последното се свързва с Републикански път II-49 при неговия 80 km.
| Пътища, отклоняващи се надясно (населено място, № на пътя, посока на пътя) | km   | Пътища, отклоняващи се наляво (посока на пътя, № на пътя, населено място) |
| -------------------------------------------------------------------------- | ---- | ------------------------------------------------------------------------- |
| Община Сливо поле, Област Русе, II-21, 16,9 km, гр. Сливо поле →           | 0,0  | → гр. Сливо поле, 16,9 km, II-21, Област Русе, Община Сливо поле          |
| (за с. Юделник) общински път, с. Борисово ←                                | 2,5  | с. Борисово                                                               |
| (за с. Стамболово) общински път ←                                          | 8,2  |                                                                           |
|                                                                            | 11,5 | → общински път (за с. Малко Враново)                                      |
| (за с. Сеслав) общински път, с. Черешово ←                                 | 13,9 | с. Черешово                                                               |
| Община Кубрат, Област Разград                                              | 15,3 | Област Разград, Община Кубрат                                             |
| с. Юпер                                                                    | 17,4 | с. Юпер                                                                   |
|                                                                            | 21,2 | → общински път (за с. Звънарци)                                           |
| (за с. Горичево) общински път, с. Божурово ←                               | 22,2 | с. Божурово                                                               |
| с. Бисерци                                                                 | 28,2 | с. Бисерци                                                                |
| (от гр. Търговище) II-49, 80 km →                                          | 30,9 | → 80 km, II-49 (до 46,5 km на II-21)                                      |